# Pseudoclanis aequabilis
Pseudoclanis aequabilis là một loài bướm đêm thuộc họ Sphingidae. Nó được tìm thấy ở Tanzania.
Chiều dài cánh trước là 56–73 mm (dry season form) và 73–80 mm (wet season form) đối với con đực và 76 mm (dry season form) và 96 mm (wet season form) đối với con cái. 